# Children of Húrin
Children of Húrin es el segundo álbum de estudio del grupo italiano de rock progresivo Ainur, lanzado el 15 de diciembre de 2007. Existe también una edición de lujo que incluye un DVD y un libreto. El disco ha sido publicado por el sello independiente Electromantic Music, y las sesiones de grabación se dividieron entre los Play Studios (ritmos, bajo y piano), los Ainur Studios (cuerdas y guitarras) y los Electromantic Synergy Studios (resto de las pistas).
Este álbum está inspirado en Los hijos de Húrin una novela póstuma del escritor británico J. R. R. Tolkien, editada por su hijo Christopher y lanzada unos pocos meses antes que el álbum. Desde la obertura de «Morgoth's Prophecy» al pasaje final «Tol Morwen» se escuchan pasajes melódicos como «Son of Gloom» o «Mourning», temas más fuertes, como «Sack of Nargothrond» y «Glaurung's Death», y momentos líricos como «Anglachel / The Black Sword».
Este disco es el primero de los dos álbumes dedicados a Las baladas de Beleriand, escritas por Tolkien. El segundo de ellos, Lay of Leithian, se publicó en noviembre de 2009, también producido por Electromantic Music.

## Lista de canciones
Todas las letras escritas por Wilma Collo.
| N.º   | Título                            | Música                                 | Duración |  |
| 1.    | «Morgoth's Prophecy»              | G. Castelli                            | 5:48     |  |
| 2.    | «Son of Gloom»                    | G. Castelli, L. Catalano, M. Catalano  | 3:18     |  |
| 3.    | «Anglachel / The Black Sword»     | S. del Savio                           | 2:33     |  |
| 4.    | «Mîm & The Outlaws»               | G. Castelli, L. Catalano, M. Catalano  | 2:41     |  |
| 5.    | «Beleg's Death»                   | G. Castelli, L. Catalano, M. Catalano  | 1:17     |  |
| 6.    | «Túrin's Madness»                 | G. Castelli, L. Catalano, M. Catalano  | 4:01     |  |
| 7.    | «The Sack of Nargothrond»         | G. Castelli, L. Catalano, M. Catalano  | 4:18     |  |
| 8.    | «The Voice in the Woods»          | G. Castelli, L. Catalano, M. Catalano  | 2:46     |  |
| 9.    | «Mourning / The Coming of Nienor» | M. Catalano, G. Castelli, L. Catalano  | 4:34     |  |
| 10.   | «Twice Beloved»                   | G. Castelli, L. Catalano, M. Catalano  | 2:56     |  |
| 11.   | «Glaurung's Death»                | G. Castelli, L. Catalano, M. Catalano  | 3:02     |  |
| 12.   | «Shuddering Water»                | L. Catalano, M. Catalano, S. del Savio | 6:41     |  |
| 13.   | «Tol Morwen»                      | M. Catalano, L. Catalano, G. Castelli  | 5:18     |  |
| 49:18 |                                   |                                        |          |  |

## Intérpretes

### Miembros de la banda
- Luca Catalano: compositor, coros, guitarra eléctrica, guitarra acústica y guitarra clásica;
- Marco Catalano: compositor, coros, tambor y narrador en «Morgoth's Prophecy» (voz modificada por ordenador);
- Gianluca Castelli: compositor, órgano Hammond, sintetizador Moog y piano;
- Simone Del Savio: compositor y voz solista (barítono);
- Alessandro Armuschio: teclado;
- Luca Marangoni: violín;
- Carlo Perillo: viola;
- Daniela Lorusso: violonchelo;
- Chiara Marangoni: trompas;
- Massimiliano Clara: voz solista;
- Federica Guido: voz solista;
- Elena Richetta: voz solista;
- Eleonora Croce: voz solista;
- Cristiano Blasi: flautas;
- Giuseppe Ferrante: bajo;
- Cecilia Lasagno: arpa;
- Leonardo Enrici Baion: clarinete;
- Wilma Collo: adaptación de las letras y narradora en «The Sack of Nargothrond».

### Invitados
- Alessandro Cammilli: oboe y corno inglés;
- L'Una e Cinque: coro;
- Gabriele Anselmetti: trompeta en «Morgoth's Prophecy»;
- Barbara Bargnesi: soprano en «Anglachel / The Black Sword», y «Shuddering Water».

## Edicióndeluxe
Existe también una edición de lujo que incluye un DVD y un libreto.
El libreto incluye un prefacio escrito por Paolo Gulisano, experto internacional en la vida y obra de Tolkien, que ha escrito varios libros sobre el autor. Las ilustraciones del libreto son de Dino Olivieri.
El DVD incluye una entrevista a la escritora Silvana De Mari, autora de libros de fantasía como L'ultimo elfo o L'ultimo orco y conocedora del mundo de Tolkien. También intervienen Lorenzo Daniele (ilustrador de Tolkien), Rosanna Masoero (escritora e ilustradora fantástica) y Franco Manni (director de Endore, una revista sobre Tolkien).